# R-36 (tên lửa)
Tên lửa R-36 (tiếng Nga: Р-36) là một họ tên lửa đạn đạo liên lục địa và tên lửa đẩy (Tsyklon) được thiết kế bởi Phòng thiết kế Yuzhnoye, Liên Xô trong thời kỳ Chiến tranh Lạnh. Tên lửa R-36 nguyên bản có mã định danh GRAU là 8K67 và tên ký hiệu của NATO SS-9 Scarp.  Tên lửa có khả năng mang được ba đầu đạn và là tên lửa ICBM đầu tiên của Liên Xô có khả năng mang đầu đạn MRV.  Phiên bản tên lửa R-36M được sản xuất với mã định danh của GRAU là 15A14 và 15A18 và mang tên ký hiệu của NATO là SS-18 Satan. Đây là loại tên lửa mà theo Mỹ sẽ mang lại lợi thế cho Liên Xô khi tấn công phủ đầu vào nước Mỹ, do khả năng bổ sung tên lửa cho giếng phóng nhanh chóng, tải trọng đầu đạn rất lớn và có đầu đạn MIRV gồm rất nhiều đầu đạn con. Một số phiên bản tên lửa R-36M có thể mang tới 10 đầu đạn và tới 40 thiết bị mồi bẫy, thậm chí còn hơn thế do tải trọng đầu đạn rất lớn của nó. Các tên lửa đạn đạo của Mỹ, như LGM-30 Minuteman, chỉ có khả năng mang được tối đa ba đầu đạn.
Tên lửa R-36 đã trở thành cơ sở để phát triển tên lửa đẩy Tsyklon. Đầu năm 2021, Cyclone-4M, phiên bản cuối cùng của tên lửa đẩy Tsyklon đang được phát triển và dự kiến sẽ được phóng từ bệ phóng tại Canso, Nova Scotia năm 2023.
Nga dự định sẽ thay thế tên lửa R-36M bằng ICBM hạng nặng mới, RS-28 Sarmat.
Một vài tên lửa R-36 được chuyển đổi thành tên lửa đẩy hạng trung Dnepr, với khả năng mang tải trọng 4.500 kg lên quỹ đạo.

## Lịch sử

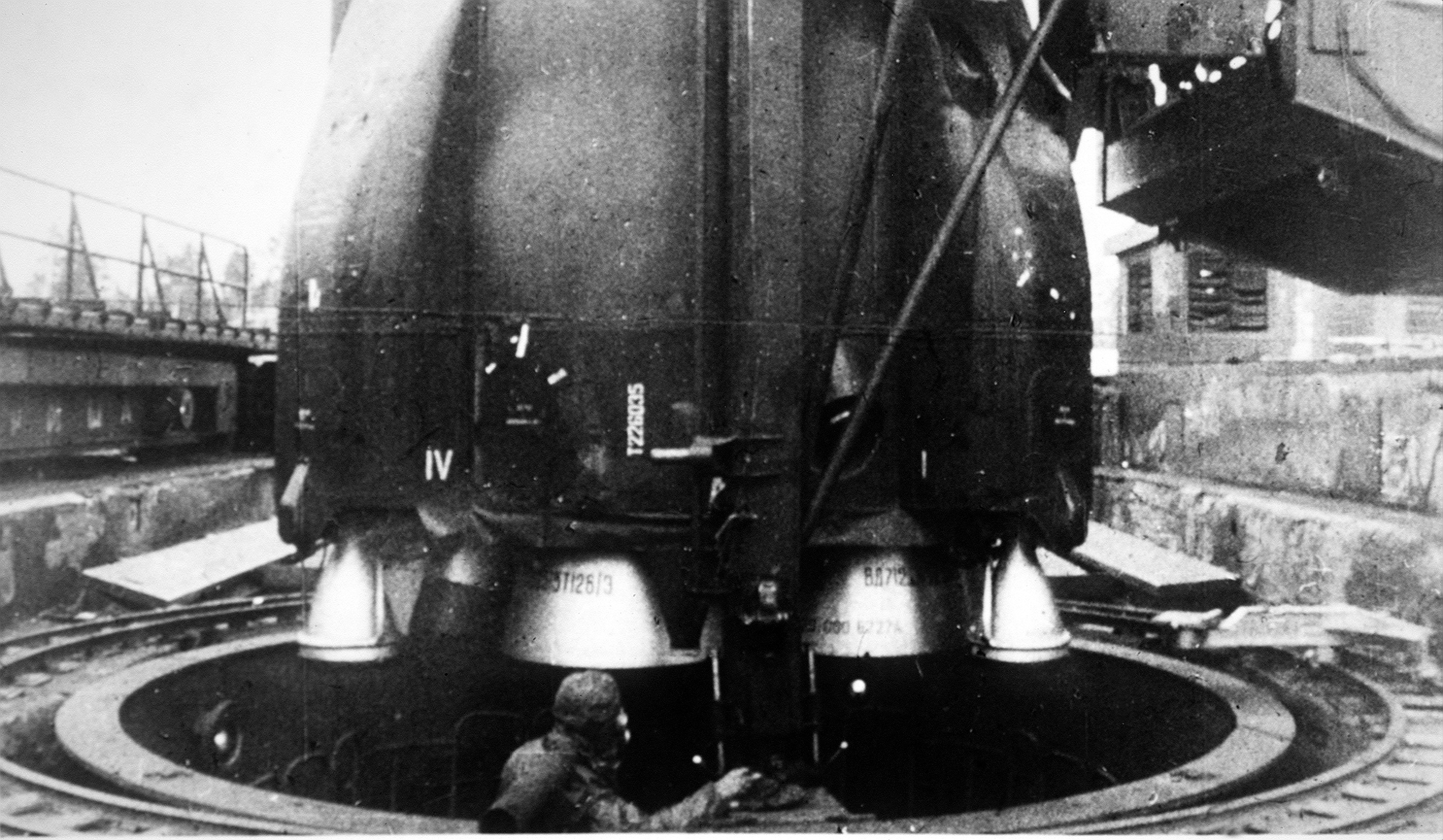
Miệng xả tên lửa SS-9 Scarp R-36

Việc phát triển tên lửa R-36 được thực hiện tại Phòng thiết kế Yuzhnoye (Dnepropetrovsk, Ukraine) từ năm 1962, và công việc phát triển dựa trên chương trình tên lửa R-16. Tổng công trình sư thiết kế là Mikhail Yangel. Ban đầu việc phát triển tên lửa chia thành tên lửa hạng nhẹ, hạng nặng, tên lửa quỹ đạo, công việc phóng thử nghiệm diễn ra từ năm 1962 đến năm 1966, vào thời điểm đó, khả năng vận hành ban đầu của tên lửa đã đạt được. Những tin tức về việc phát triển phiên bản quỹ đạo là hồi chuông báo đống cho phương Tây về việc Liên Xô có khả năng phóng nhiều vũ khí hạt nhân vào quỹ đạo, mà không thể đánh chặn được chúng. Các vũ khí hạt nhân có thể được để lại quỹ đạo trong một khoảng thời gian không xác định. Những phát triển về vũ khí hạt nhân trên quỹ đạo đã khiến cả hai bên đồng ý với một hiệp ước cấm chế tạo vũ khí hủy diệt hàng loạt trong không gian.
Năm 1970, việc phát triển phiên bản thứ 4 của tên lửa, có khả năng mang nhiều đầu đạn, đã được bắt đầu. Tên lửa được phóng thử nghiệm lần đầu năm 1971.
Những cải tiến trên thiết kế tên lửa R-36 đã dẫn đến thiết kế tên lửa R-36M, có khả năng tấn công phủ đầu (về lý thuyết) các giếng phóng tên lửa LGM-30 Minuteman và hệ thống điều khiển của chúng trước khi chúng có thể đáp trả. Tuy nhiên, cả Liên Xô và Nga đều chưa từng công khai xác định vai trò cụ thể của tên lửa R-36M. Thiết kế ban đầu của R-36M có thể mang một đầu đạn 12 Mt, tầm bắn 10.600 km. Tên lửa được phóng thử nghiệm lần đầu vào năm 1973 nhưng cuộc thử nghiệm đã kết thúc thất bại. Sau vài lần trì hoãn, tên lửa R-36M được triển khai vào tháng 9 năm 1975. Phiên bản tên lửa "Mod-1" này có khả năng mang đầu đạn 18–20 Mt, tầm bắn 11.000 km. Phiên bản tên lửa mới này được NATO gọi là: SS-18 Satan.
Tên lửa R-36M có 6 phiên bản cải tiến nâng cấp khác nhau, với phiên bản 1 (Mod-1) được đưa vào trang bị năm 1984. Phiên bản cuối cùng (Mod-6) hay còn gọi là R-36M-2 "Voevoda" được triển khai vào tháng 8 năm 1988. Tên lửa này có khả năng mang cùng một loại đầu đạn đương lượng nổ 18–20 Mt, với tầm bắn lên tới 16.000 km. Khác biệt chính trên tên lửa Mod-6 là ở đầu đạn MIRV mà nó mang theo. Những tên lửa này (Mod-2, 4, và 5) đã vượt qua đối thủ phương Tây là ICBM LGM-118 Peacekeeper xét về đương lượng nổ tổng cộng của nó, tầm bắn, và khả năng sống sót, nhưng kém hơn về độ chính xác.
Hệ thống điều khiển cho tên lửa này được thiết kế tại NPO "Electropribor" (Kharkiv, Ukraine).

### Triển khai

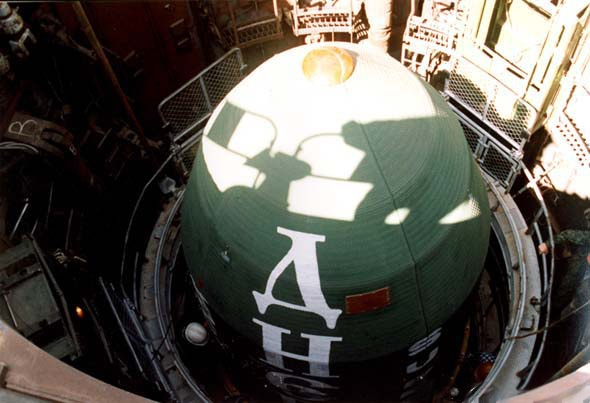
Tên lửa Dnepr bên trong giếng phóng

Vào thời điểm triển khai lớn nhất, trước khi Liên Xô tan rã vào năm 1991, đã có 308 giếng phóng tên lửa R-36M được đưa vào vận hành. Sau khi Liên Xô tan rã, có 204 giếng phóng nằm trên lãnh thổ Liên bang Nga, và 104 giết phóng nằm trên lãnh thổ Kazakhstan. Trong những năm sau đó, Nga đã giảm số lượng giếng phóng tên lửa R-36M xuống còn 154 theo hiệp ước START I. Một phần các tên lửa ở trên lãnh thổ Kazakhstan (54/104) nằm trong quyền quản lý của Sư đoàn tên lửa số 57 tại Zhangiz-Tobe (Solnechnyy), tỉnh Semipalatinsk. Các tên lửa R36 còn lại ở Kazakhstan nằm trong biên chế của Sư đoàn tên lửa số 38 tại Derzhavinsk, tỉnh Turgay. Việc tháo dỡ 104 giếng phóng tên lửa tại Kazakhstan hoàn tất vào tháng 9 năm 1996. Sau khi Hiệp ước START II ra đời, các thỏa thuận có bao gồm tiêu hủy toàn bộ các tên lửa R-36M tuy nhiên nó không có hiệu lực và các tên lửa này vẫn còn đang hoạt động. Nga đã giảm dần số lượng R-36M hoạt động và tính đến tháng 3 năm 2013, chỉ còn lại 55 tên lửa (tất cả đều là phiên bản tên lửa Mod 5 trang bị 10 đầu đạn MIRV). Khoảng 40 tên lửa sẽ tiếp tục được duy trì đến năm 2020. Với việc loại bỏ các đầu đạn 20 megaton SS-18 Mod 6, đương lượng nổ đầu đạn lớn nhất sẽ thuộc về đầu đạn 5 Mt trên các tên lửa ICBM Dong Feng 5 (DF-5) của Trung Quốc ICBM và tên lửa ICBM UR-100N.
Không quân Mỹ và National Air and Space Intelligence Center ước tính rằng đến tháng 6 năm 2017 đang có khoảng 50 giếng phóng tên lửa Mod 5 được triển khai.

### Cắt giảm

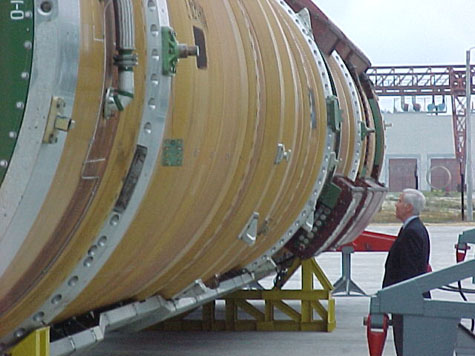
Thượng nghị sĩ Richard Lugar đang quan sát tên lửa ICBM SS-18 chuẩn bị được loại bỏ trong khuôn khổ chương trình Nunn-Lugar

Trong thập kỷ qua, các lực lượng vũ trang Nga đã giảm đều đặn số lượng tên lửa R-36M trong biên chế, rút bớt những tên lửa đã quá niên hạn hoạt động theo thiết kế của chúng. Khoảng 40 tên lửa thuộc biến thể hiện đại nhất R-36M2 (hoặc RS-20V) sẽ vẫn còn trong biên chế cho đến năm 2019. Tính đến tháng 1 năm 2016, Lực lượng Tên lửa Chiến lược đang có 46 tên lửa R-36M2 hoạt động trong biên chế.
Vào tháng 3 năm 2006, Nga đã ký một thỏa thuận với Ukraine sẽ điều chỉnh sự hợp tác giữa hai nước về việc bảo trì tên lửa R-36M2. Có thông tin cho rằng việc hợp tác với Ukraine sẽ cho phép Nga kéo dài thời gian phục vụ của tên lửa R-36M2 ít nhất từ 10 đến 28 năm.
Chỉ huy lực lượng Tên lửa chiến lược, Trung tướng Andrei Shvaichenko tuyên bố vào ngày 16 tháng 12 năm 2009, Nga đã lên kế hoạch "phát triển một tên lửa ICBM nhiên liệu lỏng mới (RS-28 Sarmat) để thay thế tên lửa Voyevoda (SS-18 Satan), với khả năng mang được 10 đầu đạn vào năm 2016."
Theo báo cáo của Interfax, hai tên lửa R-36M2 được lên kế hoạch tháo dỡ trước ngày 30 tháng 11 năm 2020. Quá trình này sẽ được thực hiện theo các quy trình của hiệp ước New START.

## Thiết kế

### Đa đầu đạn

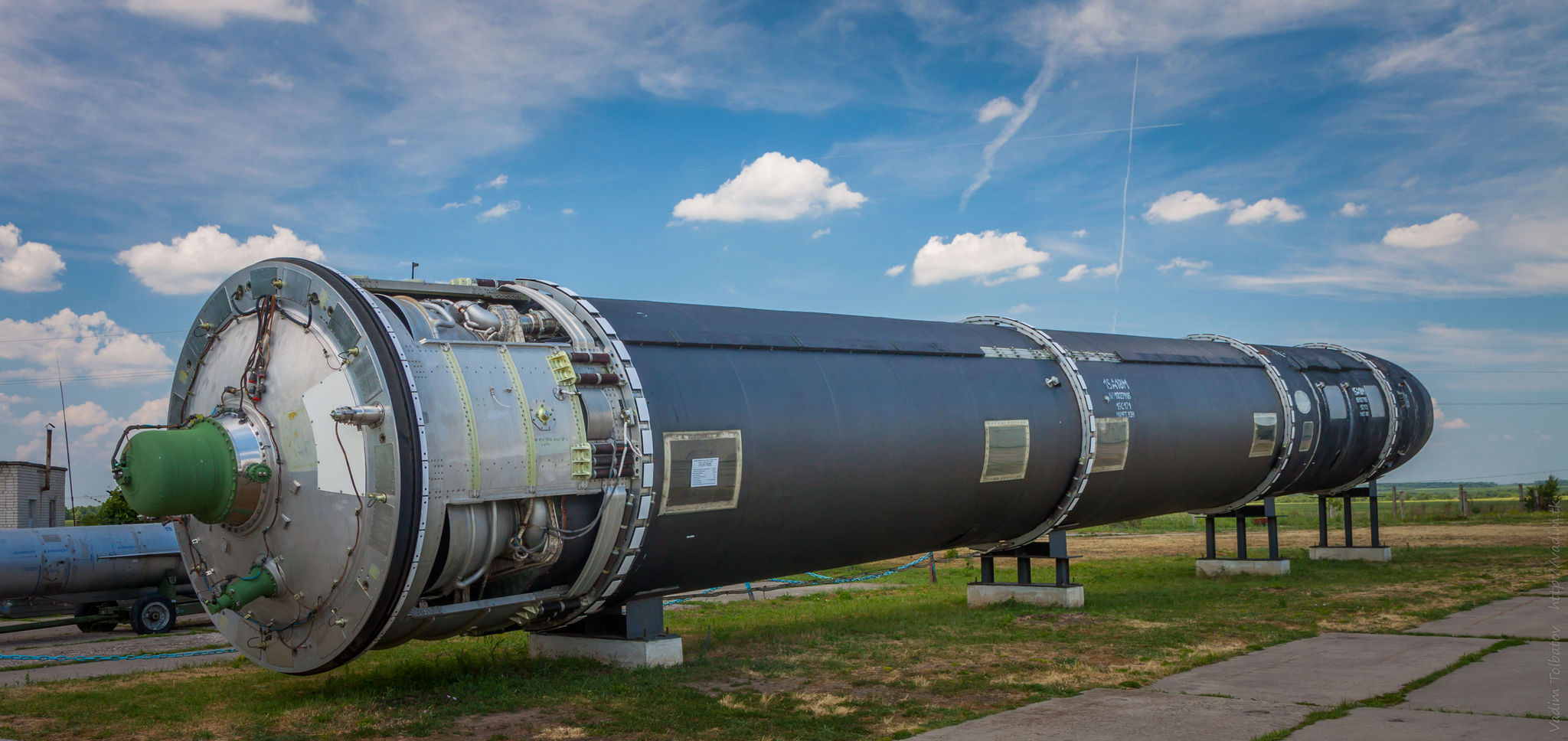
Tên lửa R36M trong khuôn viên bảo tàng ngoài trời

Các tên lửa thuộc họ R-36M/SS-18 chưa bao giờ được triển khai với hơn 10 đầu đạn, nhưng với tải trọng đầu đạn lớn (8,8 tấn), như giới hạn của START), chúng vẫn có khả năng hủy diệt lớn. Trong số các dự án mà Liên Xô xem xét vào giữa những năm 1970 có tên lửa 15A17-phiên bản cải tiến tiếp theo của tên lửa R-36MUTTH (15A18). Tên lửa sẽ có tải trọng đầu đạn lớn hơn nữa—9,5 tấn—và có khả năng mang số lượng lớn đầu đạn. Năm phiên bản khác nhau của tên lửa cũng được tính đến, với ba phiên bản mang đầu đạn thông thường, với đương lượng nổ — 38 đầu đạn 250 kt, 24 đầu đạn 500 kt, hoặc 15–17 đầu đạn 1 Mt. Hai phiên bản tên lửa có khả năng mang đầu đạn có điều khiển ("upravlyaemaya golovnaya chast") — 28 đầu đạn 250 kt hoặc 19 đầu đạn 500 kt. Tuy nhiên, không một phiên bản nâng cấp nào được phát triển do Hiệp ước SALT II, được ký năm 1979, đã cấm việc tăng số lượng đầu đạn con mà các tên lửa ICBM có thể trang bị.
Việc triển khai tên lửa R-36M/SS-18 bao gồm cả triển khai tên lửa R-36MUTTH, có khả năng mang 10 đầu đạn 500 kt, và phiên bản tiếp theo của nó-R-36M2 (15A18M), có thể mang 10 đầu đạn 800 kt (hoặc một đầu đạn đương lượng nổ 8,3 Mt hay 20 Mt). Để cải thiện hiệu suất của tên lửa mà không cần số lượng quá lớn đầu đạn theo thỏa thuận SALT II, tên lửa được bổ sung 40 mồi nhử. Những mồi nhử này sẽ hiển thị dưới dạng đầu đạn trên radar hệ thống phòng thủ, khiến hệ thống tên lửa đánh chặn bị quá tải và không thể tiến hành đánh chặn hiệu quả.

### Giếng phóng tên lửa kiên cố hóa
Một ước tính của quân đội Hoa Kỳ vào khoảng năm 1994 cho biết "... những hầm chứa SS-18 đó đã được đánh giá là chịu được áp suất từ một vụ nổ lớn hơn 7000 psi..."

## Các phiên bản

### R-36 (SS-9)

#### R-36
Tên lửa R-36 nguyên bản (SS-9) là một tên lửa hai tầng nhiên liệu sử dụng chất đẩy lỏng bipropellant, với nhiên liệu là UDMH và nitrogen tetroxide là chất oxy hóa. Tên lửa mang theo hai kiểu khoang đầu đạn hồi quyển được thiết kế riêng cho loại tên lửa này:
- SS-9 Mod 1: một đầu đạn hạt nhân đương lượng nổ 18 megaton TNT,
- SS-9 Mod 2: một đầu đạn hạt nhân đương lượng nổ 25 megaton TNT.

#### R-36ORB
Việc phát triển tổ hợp tên lửa R-36 trang bị khoang đầu đạn 8К69 (ORB viết tắt của Fractional Orbital Bombardment System, tên ký hiệu của NATO SS-9 Mod 3) bắt đầu từ 16/4/1962. Phiên bản tên lửa này có nhiều tính năng nâng cấp hơn so với ICBM truyền thống. Tầm bắn của tên lửa chỉ bị giới hạn bởi các thông số của quỹ đạo mà khoang chứa đầu đạn hồi quyển được đưa lên, đầu đạn có thể thâm nhập khí quyển từ bất kỳ một hướng nào, dẫn đến việc bên phòng thủ sẽ phải cân nhắc bổ sung thêm nhiều hệ thống phòng thủ tốn kém. Và vì các đầu đạn con có thể lưu lại trên quỹ đạo trong một khoảng thời gian, nó có khả năng làm giảm thời gian tấn công hạt nhân xuống còn chỉ vài phút. Đồng thời cũng khó dự đoán được thời gian chính xác mà đầu đạn sẽ rơi xuống mục tiêu. Đầu đạn khi ở trên quỹ đạo chỉ là một mục tiêu rất nhỏ, và rất khó có thể phát hiện và theo dõi. Thêm vào đó, do đầu đạn là có điều khiển nên nó có thể tấn công bất kỳ mục tiêu nào nằm trên đường chiếu của quỹ đạo đầu đạn lên mặt đất, kể cả phát hiện được đầu đạn trên quỹ đạo cũng không thể dự đoán được mục tiêu chính xác của đầu đạn.
Các tên lửa R-36 thế hệ đầu sử dụng dẫn đường bằng tín hiệu radio mặt đất do chúng chính xác hơn nhiều so với dẫn đường quán tính, tuy nhiên, các kỹ sư vẫn sử dụng phương pháp dẫn đường quán tính do nó đủ độ chính xác cần thiết.
Cấu trúc và thiết kế của hệ thống tên lửa R-36ORB bắn phá mục tiêu từ quỹ đạo (fractional orbit bombardment system) tương tự như hệ thống tên lửa R-36 nguyên bản. Sự khác biệt chính của ICBM R-36 nguyên bản nằm ở thiết kế của khoang đầu đạn hồi quyển, chứa một đầu đạn 2,4 Mt, một động cơ hãm tốc độ để hạ thấp quỹ đạo (a de-orbit engine), và khối điều khiển (control block). Hệ thống điều khiển sử dụng dẫn đường quán tính và radar đo cao một cách độc lập để xác định các thông số quỹ đạo hai lần, lần đầu là lúc bắt đầu đi vào quỹ đạo và một lần nữa ngay trước khi kích hoạt động cơ để hạ thấp quỹ đạo. Giếng phóng tên lửa và trung tâm chỉ huy được kiên cố hóa để bảo vệ trước vụ nổ hạt nhân.
Liên Xô xây dựng hai bệ phóng mặt đất tại Baikonur để thử nghiệm tên lửa R-36 là bệ phóng LC-67/1 và LC-67/2, cùng với sáu giếng phóng tên lửa (hai giếng tại khu vực LC-80 và một giếng tại LC-140, LC-141, và LC-142).
Liên Xô đã cho tên lửa R-36ORB (8К69) ngừng hoạt động vào tháng 1 năm 1983 như một phần của hiệp ước SALT II.
Tên lửa đẩy Tsyklon của Ukraine được phát triển dựa trên thiết kế của tên lửa R-36ORB (8К69).

#### R-36P
Tên lửa R-36P (SS-9 Mod 4) có khả năng mang được ba đầu đạn hồi quyển. Giống như tên lửa R-36, R-36P được phóng "nóng" (hot launch) từ giếng phóng.

### R-36M (SS-18)
Tên lửa R-36M (SS-18), biệt danh Satan bởi NATO, có thiết kế tương đồng với R-36, nhưng có khả năng mang tải trọng đầu đạn MIRV với 10 đầu đạn, mỗi đầu đạn có đương lượng nổ 550–750 kt, hoặc một đầu đạn với đương lượng nổ lên tới 20 Mt. Tải trọng đầu đạn của tên lửa là 8.800 kg. Giúp cho nó trở thành tên lửa ICBM hạng nặng nhất của Liên Xô; để so sánh, tên lửa ICBM hạng nặng nhất của Mỹ (đã loại biên) là LGM-118 Peacekeeper, có khả năng mang 10 đầu đạn, mỗi đầu đạn có đương lượng nổ 300 kt) tổng tải trọng đầu đạn (4,000 kg) chỉ bằng non nửa của R-36M. R-36M có hai tầng đẩy. Tầng 1 trang bị động cơ bốn miệng xả với lực đẩy 460,000 kgf (4,5 MN). Động cơ của tầng 2 có lực đẩy 77.000 kgf (755 kN).
R-36M được đặt trong giếng phóng sâu 39m. Tên lửa sử dụng kỹ thuật phóng mềm, theo đó, tên lửa được đẩy ra khỏi giếng phóng bằng khí gas, sau khi tên lửa đã được đẩy khỏi ống phóng, động cơ chính của tên lửa mới được kích hoạt. Trái ngược với kỹ thuật phóng cứng là tên lửa khởi động động cơ ngay trong giếng/ống/container phóng. Động cơ tên lửa được kích hoạt khi tên lửa ở độ cao khoảng 10 mét bên trên giếng phóng. Phương pháp phóng mềm giúp giảm thiểu sóng nổ và quá áp khi tên lửa được kích hoạt bên trong không gian chật hẹp của giếng phóng.

#### R-36M (SS-18 Mod 1)
Tên lửa SS-18 Mod 1 có khả năng mang 1 đầu đạn hồi quyển cỡ lớn, với đương lượng nổ của đầu đạn là 18-25 Mt, tầm bắn của tên lửa là 11.000 kilômét (6.000 nmi). Tháng 1 năm 1971, thử nghiệm phóng lạnh được tiến hành, và phương pháp phóng kiểu đạn cối đã được hoàn thiện. Thử nghiệm lần đầu với 1 đầu đạn hồi quyển RV Mod 1 diễn ra vào 21/2/1973, một số nguồn khẳng định tên lửa được thử nghiệm từ tháng 10/1972. Giai đoạn thử nghiệm của tên lửa R-36M với các kiểu đầu đạn khác nhau đã hoàn tất vào tháng 10/1975 và ngày 30/12/1975 tên lửa được đưa vào trang bị. Tổng cộng 56 tên lửa được triển khai vào năm 1977. Các tên lửa này được thay thế bằng phiên bản Mod 3 và Mod 4 vào năm 1984.

#### R-36M (SS-18 Mod 2)
Tên lửa SS-18 Mod 2 mang 8 đầu đạn có động cơ đẩy riêng, các đầu đạn có đương lượng từ 0,5 đến 1,5 Mt, với tầm bắn khoảng 10,186 kilômét (5,500 nmi). Đầu đạn MIRV được đặt theo các cặp, và động cơ đẩy cùng với cơ cấu điều khiển được đặt trong mũi của tên lửa R-36M. Các lần phóng thử nghiệm của tên lửa mang đầu đạn MIRV Mod 2 bắt đầu từ tháng 9/1973, với IOC vào năm 1975. Khoảng 132 tên lửa được triển khai vào năm 1978, nhưng thiết kế động cơ của đầu đạn không thực sự hoàn thiện, thiết kế này đã bị thay thế bằng tên lửa Mod 4 vào năm 1983.

#### R-36M (SS-18 Mod 3)
SS-18 Mod 3 mang theo một đầu đạn hồi quyển cỡ lớn và là phiên bản cải tiến của SS-18 Mod 1. Ngày 16 tháng 8 năm 1976, một vài tháng sau khi R-36M đi vào hoạt động, việc phát triển một tên lửa cải tiến của R-36M (15A14) đã được phê duyệt. Tên lửa này sau đó nhận được định danh R-36MUTTKh (15A18) (улучшенные тактико-технические характеристики-có đặc tính kỹ-chiến thuật cải tiến) và được phát triển bởi KB Yuzhnoye (OKB-586) cho đến tháng 12 năm 1976. R-36MUTTKh có khả năng mang hai nón mũi khác nhau. Tên lửa SS-18 Mod 3 được đưa vào trang bị ngày 29/11/1979, với khả năng mang một đầu đạn đương lượng nổ 18–25 Mt. Loại tên lửa này hiện đã bị loại khỏi trang bị.

#### R-36MUTTKh (SS-18 Mod 4)
Tên lửa SS-18 Mod 4 có lẽ được thiết kế để tấn công và tiêu diệt các căn cứ ICBM cũng như các mục tiêu chiến lược được bảo vệ của Mỹ. Độ chính xác ngày càng tăng của nó khiến nó có thể giảm đương lượng nổ của đầu đạn và cho phép tăng số lượng đầu đạn từ 8 lên 10. Theo một số ước tính của phương Tây, SS-18 Mod 4 có thể mang tới 14 đầu đạn MIRV. Các cuộc thử nghiệm của tên lửa R-36MUTTKh bắt đầu vào ngày 31 tháng 10 năm 1977 và kết thúc vào tháng 11 năm 1979. Ba lữ đoàn tên lửa SS-18 Mod 4 đầu tiên được đặt trong tình trạng trực chiến vào ngày 18 tháng 9 năm 1979. Trong năm 1980, tổng cộng 120 tên lửa SS-18 Mod 4 đã được triển khai, thay thế cho các tên lửa R-36 (SS-9) cuối cùng còn sót lại. Trong các năm 1982–1983, các tên lửa R-36M còn lại cũng được thay thế bằng tên lửa R-36MUTTKh mới và nâng tổng số tên lửa được triển khai đến mức tối đa 308 tên lửa được quy định trong hiệp ước SALT-1. Các tên lửa SS-18 Mod 4 ước tính có khả năng phá hủy 65 đến 80% các hầm chứa ICBM của Mỹ nhờ sử dụng hai đầu đạn hạt nhân tấn công cùng một mục tiêu. Ngay cả trong trường hợp này, vẫn còn tới 100 tên lửa SS-18 Mod 4 sẵn sàng nhắm vào các mục tiêu khác của Mỹ. Sau năm 2009, các tên lửa SS-18 Mod 4 đều bị loại biên để chuyển sang tên lửa SS-18 Mod 5 mới hơn

#### R-36M2 Voevoda (SS-18 Mod 5)
Phiên bản SS-18 Mod 5 mới hơn, chính xác hơn cho phép tên lửa SS-18 duy trì khả năng tiêu diệt các mục tiêu chiến lược. Tên lửa Mod 5 có khả năng mang 10 đầu đạn MIRV, mỗi đầu đạn con có đương lượng nổ lớn hơn đầu đạn con của phiên bản Mod 4. Đầu đạn tên lửa Mod 5 ước tính có đương lượng nổ gần gấp đôi so với phiên bản Mod 4 theo ước tính của phương Tây. Theo như công bố của Nga, mỗi đầu đạn có đương lượng nổ từ 550–750 kt. Sự gia tăng về đương lượng nổ của đầu đạn trên phiên bản tên lửa Mod 5, cùng với đó là độ chính xác cao hơn, sẽ khiến nước Nga duy trì khả năng tiêu diệt mục tiêu chiến lược trong một cuộc chiến tranh hạt nhân, ngay cả khi cắt giảm 50% số lượng tên lửa đạn đạo hạng nặng theo hiệp ước START. Các đề xuất kỹ thuật để chế tạo một ICBM hạng nặng hiện đại hóa được đưa ra vào tháng 6 năm 1979. Tên lửa này sau đó nhận được định danh R-36M2 Voevoda và chỉ số công nghiệp 15A18M. Thiết kế của R-36M2 được hoàn thành vào tháng 6 năm 1982. R-36M2 có một loạt các tính năng kỹ thuật mới. Động cơ của tầng đẩy thứ hai được đặt chìm trong bể nhiên liệu (trước đó điều này chỉ áp dụng trên các tên lửa đạn đạo phóng từ tàu ngầm) và thiết kế của xe mang phóng tên lửa cũng được thay đổi. Khác với R-36M, 10 đầu đạn nằm trên giá đặc biệt theo hai vòng tròn. Tên lửa SS-18 Mod 5 được thử nghiệm lần đầu vào tháng 3 năm 1986 và việc thử nghiệm hoàn tất vào tháng 3 năm 1988. Lữ đoàn tên lửa đầu tiên vận hành tên lửa này từ ngày 30/7/1988 và triển khai đầy đủ vào 11/8/1988. Tên lửa Mod-5 là phiên bản duy nhất của SS-18 đang còn hoạt động của Nga.
Một trong những tính năng quan trọng nhất của tên lửa là tên lửa có thể được bảo quản trong container, đặt trong giếng phóng. Đáy container chứa tên lửa có dạng như một "piston". "Pít-tông" giống như cái trống sản sinh khí từ thuốc phóng cháy chậm, đẩy tên lửa khỏi container giống như đạn súng cối. Chỉ khi tên lửa được đẩy lên cao hơn giếng phóng vài mét thì "piston" được đẩy sang một phía bởi một động cơ tên lửa nhỏ, tránh sự gia tốc về phía giếng phóng khi kích hoạt động cơ chính. Do đó giếng phóng sẽ tránh được việc bị thiêu cháy bởi lửa phụt từ động cơ chính và container chứa tên lửa trống sẽ có thể được thay thế nhanh chóng, cho phép nhanh chóng tiến hành loạt phóng tên lửa tiếp theo trước khi đầu đạn tên lửa của kẻ địch đánh trúng giếng phóng tên lửa. Tính năng này của tên lửa là mối lo ngại lớn của Mỹ trong quá trình ký hiệp ước SALT/START, do nó giúp Liên Xô có khả năng tấn công hạt nhân bồi thêm một lần nữa sau khi thực hiện đòn tấn công đầu tiên.

#### R-36M2 Voevoda (SS-18 Mod 6)
Việc thử nghiệm tên lửa R-36M2 mang 1 đầu đạn đơn (SS-18 Mod 6) có đương lượng nổ 20 Mt đã đươc hoàn tất vào tháng 9/1989 và việc triển khai được tiến hành vào tháng 8/1991. Đã có 10 tên lửa Mod 6 được triển khai. Mục đích của việc trang bị những đầu đạn lớn này là kích nổ ở độ cao lớn để làm mất khả năng liên lạc và điện tử thông qua một xung điện từ rất lớn, tuy nhiên, mục đích chủ yếu là tấn công các trung tâm điều khiển phòng thủ tên lửa giống như mục đích thiết kế của đầu đạn Mod 3. Toàn bộ tên lửa SS-18 Mod 6 đã bị loại biên từ cuối năm 2009.

### Các tên lửa dựa trên R-36
Một số tên lửa R-36M còn lại đã được sửa đổi để thực hiện các vụ phóng tên lửa thương mại từ các hầm chứa, mang các vệ tinh lên Quỹ đạo Trái Đất tầm thấp (LEO), bao gồm cả các vệ tinh của nước ngoài.
Tên lửa đẩy Tsyklon-2 có khả năng mang tải trọng 2.820 kg lên quỹ đạo LEO và tên lửa Tsyklon-3 có khả năng mang tải trọng 4.100 kg lên quỹ đạo LEO. Chúng đã nghỉ hưu lần lượt vào các năm 2006 và 2009.
Tên lửa đẩy Dnepr có khả năng mang tải trọng 4.500 kg lên quỹ đạo LEO. Có 150 tên lửa R-36M có sẵn để chuyển đổi thành tên lửa Dnepr tính đến năm 2020.
Đã có đề xuất nâng cấp để sử dụng tên lửa Voyevoda R-36M Satan trong việc phá hủy các thiên thạch có đường kính lớn đến 100 m, tương tự như thiên thạch Chelyabinsk.
Tất cả các phiên bản tên lửa R-36 đều được thiết kế để phóng từ giếng phóng tên lửa.
| Tên hệ thống tên lửa:       | R-36M             | R-36M             | R-36M             | R-36MUTTKh        | R-36M2            | R-36M2            |
| --------------------------- | ----------------- | ----------------- | ----------------- | ----------------- | ----------------- | ----------------- |
| Mã định danh:               | RS-20A            | RS-20A1           | RS-20A2           | RS-20B            | RS-20B            | RS-20V            |
| GRAU:                       | 15A14             | 15A14             | 15A14             | 15A18             | 15A18             | 15A18M            |
| Tên ký hiệu của NATO:       | SS-18 Satan Mod 1 | SS-18 Satan Mod 2 | SS-18 Satan Mod 3 | SS-18 Satan Mod 4 | SS-18 Satan Mod 5 | SS-18 Satan Mod 6 |
| Thời gian triển khai:       | 1974–1983         | 1976–1980         | 1976–1986         | 1979–2005         | 1988–nay          | 1991–2009         |
| Số lượng triển khai tối đa: | 148               | 10                | 30                | 278               | 104               | 58                |
| Chiều dài:                  | 32.6 m            | 32.6 m            | 32.6 m            | 36.3 m            | 36.3 m            | 34.3 m            |
| Đường kính:                 | 3.00 m            | 3.00 m            | 3.00 m            | 3.00 m            | 3.00 m            | 3.00 m            |
| Trọng lượng phóng:          | 209,600 kg        | 209,600 kg        | 210,000 kg        | 211,100 kg        | 211,100 kg        | 211,100 kg        |
| Số lượng đầu đạn:           | 1                 | 8                 | 1                 | 10                | 10                | 1                 |
| Đương lượng nổ:             | 20 Mt             | 0.5-1.3 Mt        | 25 Mt             | 0.55 Mt           | 1 Mt              | 20 Mt             |
| Tầm bắn:                    | 11.200 km         | 10.200 km         | 16.000 km         | 16.000 km         | 11.000 km         | 16.000 km         |
| CEP:                        | 1000 m            | 1000 m            | 1000 m            | 920 m             | 500 m             | 500 m             |

## Trang bị trong
Nga
Lực lượng tên lửa chiến lược có trang bị 46 tên lửa phóng từ giếng phóng trong biên chế của:
- 13th Red Banner Rocket Division tại Yasny, tỉnh Orenburg
- 62nd Rocket Division tại Uzhur, Krasnoyarsk Krai